# Comté d'Allegheny
Pour les articles homonymes, voir Allegheny.
Ne doit pas être confondu avec comté d'Alleghany ou comté d'Allegany.
Le comté d'Allegheny est un comté du Commonwealth de Pennsylvanie aux États-Unis. Le siège du comté est la ville de Pittsburgh.

## Géographie
Le comté est connu pour les trois rivières qui le parcourent et se rejoignent dans la ville de Pittsburgh : l'Allegheny, le Monongahela et l'Ohio. Une autre rivière, la rivière Youghiogheny rejoint la rivière Monongahela à McKeesport. Selon le bureau du recensement des États-Unis, le comté a un total de 1 929 km2 pour 1 891 km2 de terre et 38 km2 d'eau.

### Comtés voisins
| Comté de Beaver     | Comté de Butler   | Comté d'Armstrong     |
|                     | comté d'Allegheny | Comté de Westmoreland |
| Comté de Washington |                   |                       |

### Les villes
Les principales villes du comté sont les villes de Clairton, Duquesne, McKeesport et Pittsburgh.

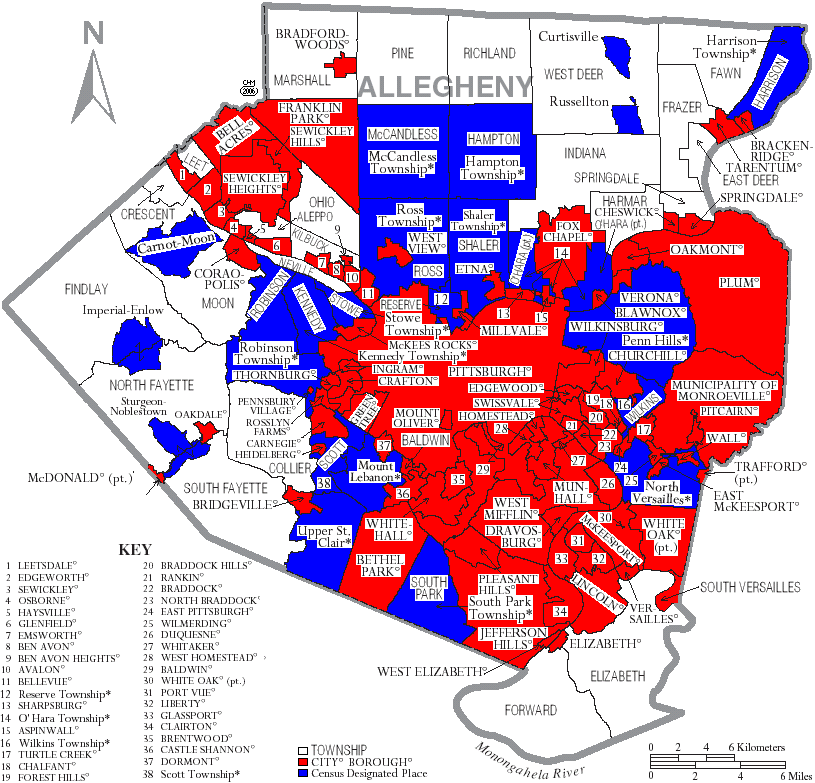
Carte du comté, townships et municipalités.

### Population
| Groupe            | Comté d'Allegheny | Pennsylvanie | États-Unis |
| ----------------- | ----------------- | ------------ | ---------- |
| Blancs            | 75                | 73,5         | 58         |
| Latino-Américains | 2,7               | 8,1          | 19         |
| Afro-Américains   | 13                | 10,5         | 12,1       |
| Asiatiques        | 4,7               | 3,4          | 6,2        |
| Métis             | 4                 | 3,3          | 4,1        |
| Autres            | 0,5               | 0,4          | 0,5        |
| Amérindiens       | 0,1               | 0,1          | 0,9        |
| Océano-américains | 0,02              | 0,02         | 0,2        |
| Total             | 100               | 100          | 100        |

La population du comté baisse depuis les années 1960.
Selon le recensement de 2000 du Bureau du recensement des États-Unis d'Amérique, il y a 1 281 666 habitants dans le comté, 537 150 ménages et 332 495 familles. Sa densité de population est de 678 hab/km2. 84,33 % de la population s'est identifié comme blanche, 12,41 % afro-américaine, 0,12 % amérindienne, 1,69 % d'origine asiatique, 0,03 % originaire des îles du Pacifique, 0,34 % d'un autre groupe ethnique, 1,07 % de deux ou plus groupes ethniques. 0,87 % de la population est hispanique (notion qui ne préjuge d'aucun groupe ethnique). 20 % étaient d'origine allemande, 15 % italienne, 12,7 % irlandaise, 7,5 % polonaise et 5,1 % anglaise. 93,5 % avaient l'anglais, 1,3 % l'espagnol, pour langues maternelle.
Parmi les 537 150 foyers, 26,4 % comptaient un ou des enfants de moins de 18 ans, 46,1 % étaient des couples mariés vivant ensemble, 12,4 % avaient un chef de famille féminin sans mari, et 38,1 % étaient des foyers non familiaux. 32,7 % des foyers étaient constitués d'un individu vivant seul et 13,2 % d'un individu seul de 65 ou plus. Le nombre moyen de personnes par foyer était de 2,31 et la famille moyenne comptait 2,96 membres. 21,9 % des habitants avaient moins de 18 ans, 8,5 % entre 18 et 24 ans, 28,3 % de 25 à 44 ans, 23,4 % de 45 à 64 ans et 17,8 % 65 ans ou plus. L'âge moyen était de 40 ans.

## Éducation

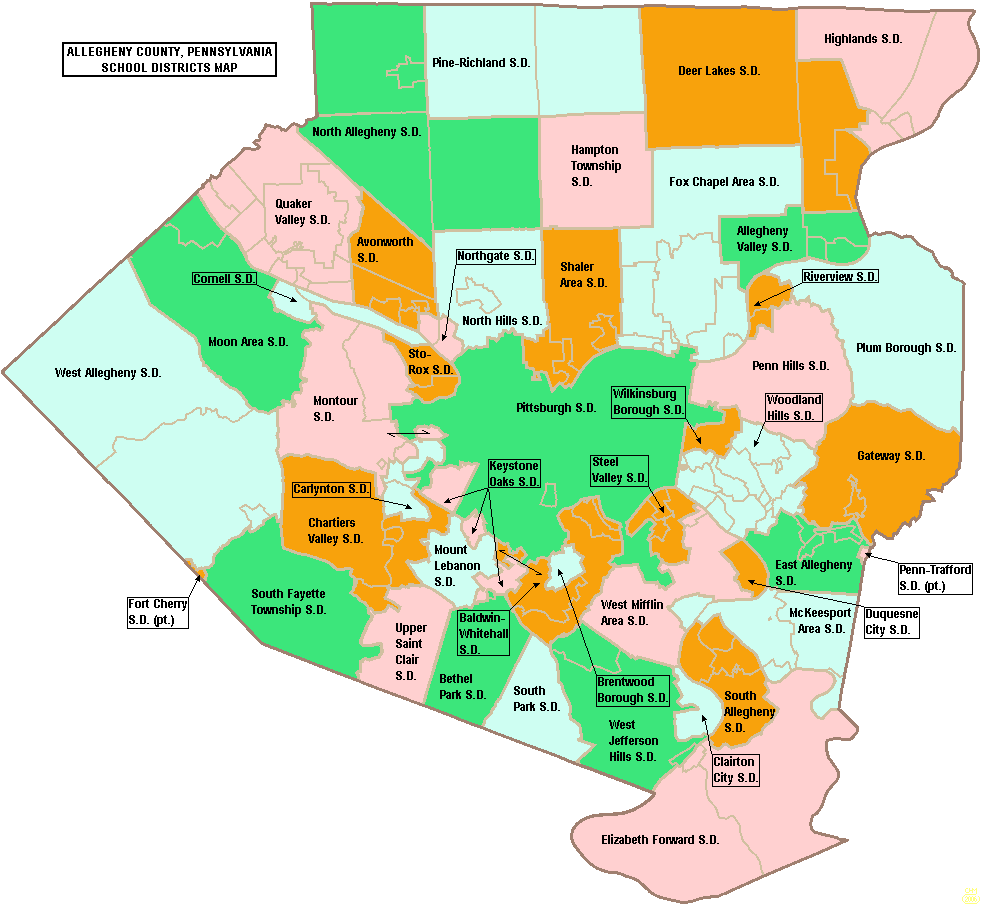
Carte des districts scolaires.

### Districts scolaires publics
| - Allegheny Valley School District - Avonworth School District - Baldwin-Whitehall School District - Bethel Park School District - Brentwood Borough School District - Carlynton School District - Chartiers Valley School District - Clairton City School District - Cornell School District - Deer Lakes School District - Duquesne City School District - East Allegheny School District - Elizabeth Forward School District - Fort Cherry School District (en partie) - Fox Chapel Area School District - Gateway School District - Hampton Township School District - Highlands School District - Keystone Oaks High School - McKeesport Area High School - Montour School District - Moon Area School District - Mt. Lebanon School District | - North Allegheny School District - North Hills School District - Northgate School District - Penn Hills School District - Penn-Trafford School District (en partie) - Pine-Richland School District - Pittsburgh Public Schools\|Pittsburgh School District - Plum Borough School District - Quaker Valley School District - Riverview School District - Shaler Area School District - South Allegheny School District - South Fayette Township School District - South Park School District - Steel Valley School District - Sto-Rox School District - Upper St. Clair High School - West Allegheny School District - West Jefferson Hills School District - West Mifflin Area School District - Wilkinsburg High School - Woodland Hills School District |

### Lycées privés
- Bishop Canevin High School
- Central Catholic High School
- Mount Alvernia High School
- North Catholic High School
- Oakland Catholic High School
- Our Lady of the Sacred Heart High School
- Serra Catholic High School
- Seton-La Salle Catholic High School
- Sewickley Academy Senior School
- Shady Side Academy Senior School
- St. Joseph High School

## Transports
Le comté d'Allegheny possède un aéroport (code AITA : AGC).